# تتا شفا
تتا شفا (به انگلیسی: ThetaHealing) یک شیوه خودیاری است که توسط Vianna Stibal در سال ۱۹۹۵ برای کمک به مردم در تغییر باورهای ناخودآگاه محدودکننده طراحی شده‌است که آنها را از دستیابی به اهدافشان در سلامتی، ثروت یا عشق بازمی‌دارد.

## کاربرد
تتا شفا در قالب جلسات فردی به نام «کار اعتقادی» اعمال می‌شود که در آن مشتری و کارور تتا مستقیماً روبروی یکدیگر یا پشت خط تلفن قرار دارند. همچنین می‌تواند به عنوان وسیله‌ای برای خودمراقبه و درون‌نگری روزانه مورد استفاده قرار گیرد. ایده این است که شرکت‌کننده می‌تواند به اصطلاح «باورها» را پیدا کند و تغییر دهد که می‌تواند در سطح ناخودآگاه در هسته، ژنتیک، تاریخ و روح باشد.
هدف این است که سلامت و بهزیستی عمومی را بهبود بخشیم، همانگونه که Vianna می‌گوید، «کار اعتقادی به ما این توانایی را می‌دهد که الگوهای منفی تفکر را حذف و با الگوهای مثبت و مفید جایگزین کنیم».

## فلسفه

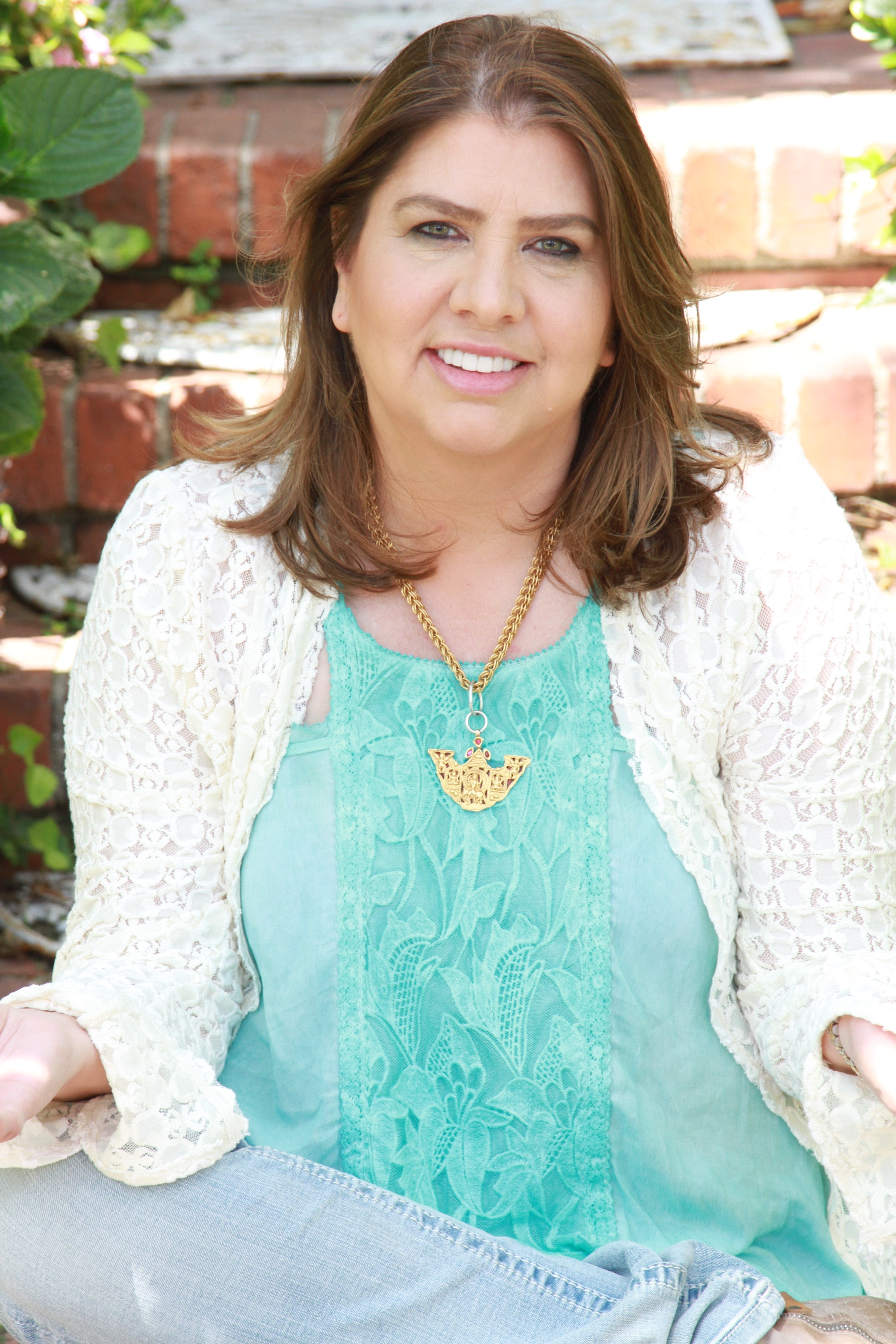
ویانا استیبال، مبدع روش تتا شفا

بنابرVianna Stibal، فلسفه تتا شفا حول «هفت سطح وجود» متمرکز است که چارچوبی را برای نشان دادن اهمیت «خالق همه آنچه که از سطح هفتم است» ارائه می‌دهد، همچنین به عنوان «مکانی برای عشق کامل و هوش» توصیف می‌شود. هفت سطح وجود، جهان جسمی و معنوی را توضیح می‌دهند زیرا آنها به حرکت اتم‌ها و ذرات مربوط می‌شوند، سطح هفتم نیروی حیاتی است که همه چیز را ایجاد می‌کند.
علاوه براین، مفاهیم این فلسفه را می‌توان با بیشتر مفاهیم دینی ادغام نمود.

## انتقاد
فلسفه تتا شفا به دلیل ماهیت رمزآلود و ایمان‌محور آن مورد انتقاد قرار گرفته‌است.